# Hohlstab (Minenräumung)
Ein Hohlstab dient zur Räumung von mit einem Magnetzünder versehenen Seeminen. Der Hohlstab selbst ist eine große Magnetspule, die Minen das Magnetfeld eines Schiffes vorspielt und sie dadurch auslöst. Eine Drohne, die eine solche Magnetspule enthält, wird Hohlstabfernlenkgerät oder ebenfalls kurz Hohlstab genannt; und ein Boot, von dem aus solche Drohnen gelenkt werden, wird als Hohlstablenkboot bezeichnet.

## Geschichte
Magnetzünder wurden bereits im Ersten Weltkrieg entwickelt und gegen Ende des Krieges eingesetzt. 
Um das Auslösen von Minen mit Magnetzünder zu vermeiden, werden die Entmagnetisierung und der Magnetische Eigenschutz von Schiffen genutzt. Doch diese Verfahren kommen nur bei speziellen Schiffen zum Einsatz. Für die Mehrzahl der Schiffe kann dieser Aufwand nicht betrieben werden. Daher ist eine Räumung von Magnetminen erforderlich.
Ab 1938 erprobte die deutsche Kriegsmarine die Ausrüstung von Sperrbrechern mit einer sogenannten VES-Anlage, die das Magnetfeld des Schiffes so verändert, dass Magnetminen bereits vor dem Bug ausgelöst werden. Dieses Verfahren wurde später durch die italienische Canona Antimagnetica und das deutsche Kreuzpolgerät verbessert.

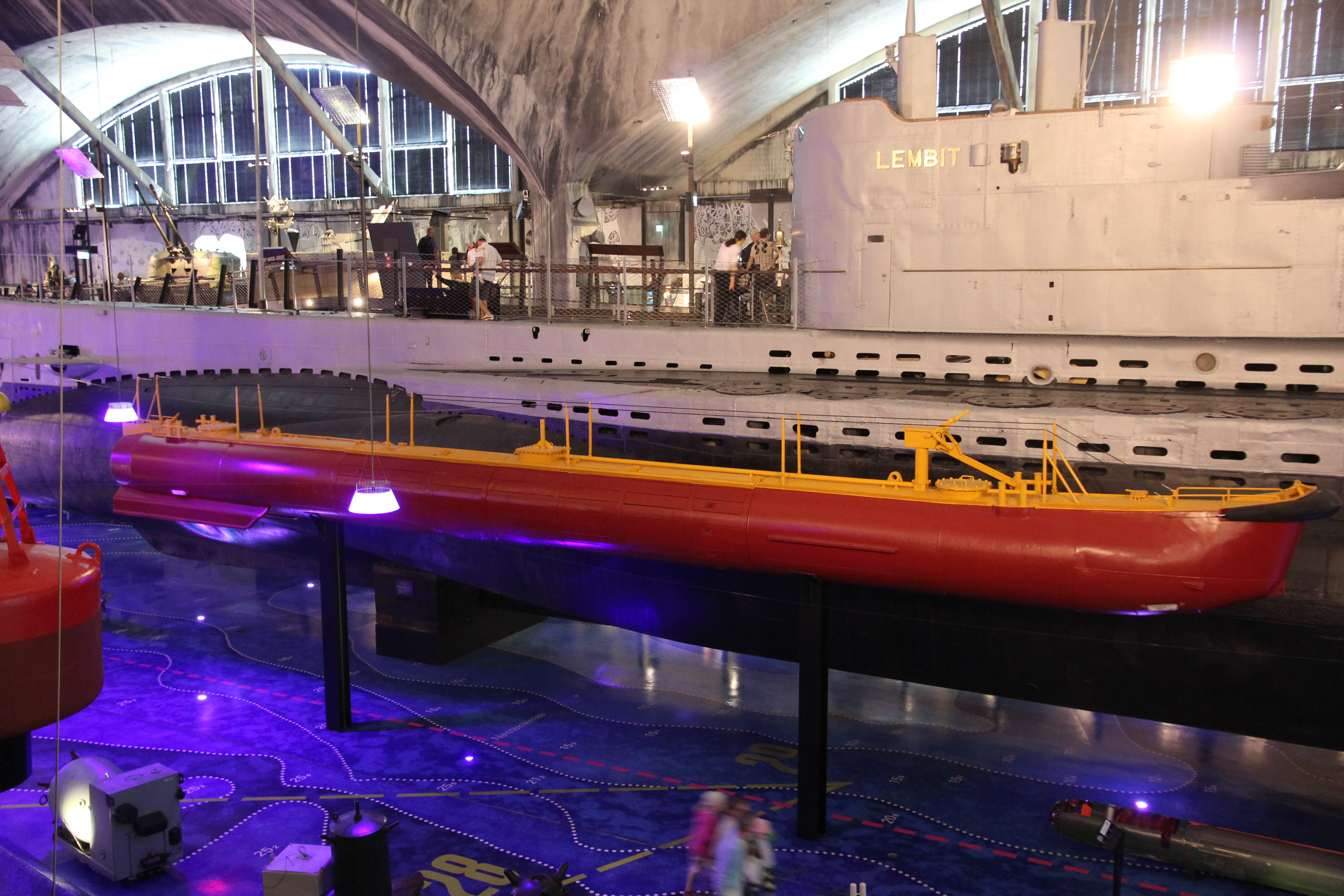
Geschleppter Hohlkörper HFG-G1

Schon im Zweiten Weltkrieg wurden Hohlstäbe als sogenanntes Hohlstab-Fernräumgerät (HFG) von der deutschen Kriegsmarine erfolgreich eingesetzt. Nach dem Krieg wurde die Minenräumung vom Deutschen Minenräumdienst und später dem Minenräumverband Cuxhaven übernommen.
Nach der Gründung der Bundesmarine wurden Hohlstäbe u. a. von Minensuchbooten der Hameln-Klasse (Klasse 343) geschleppt. 

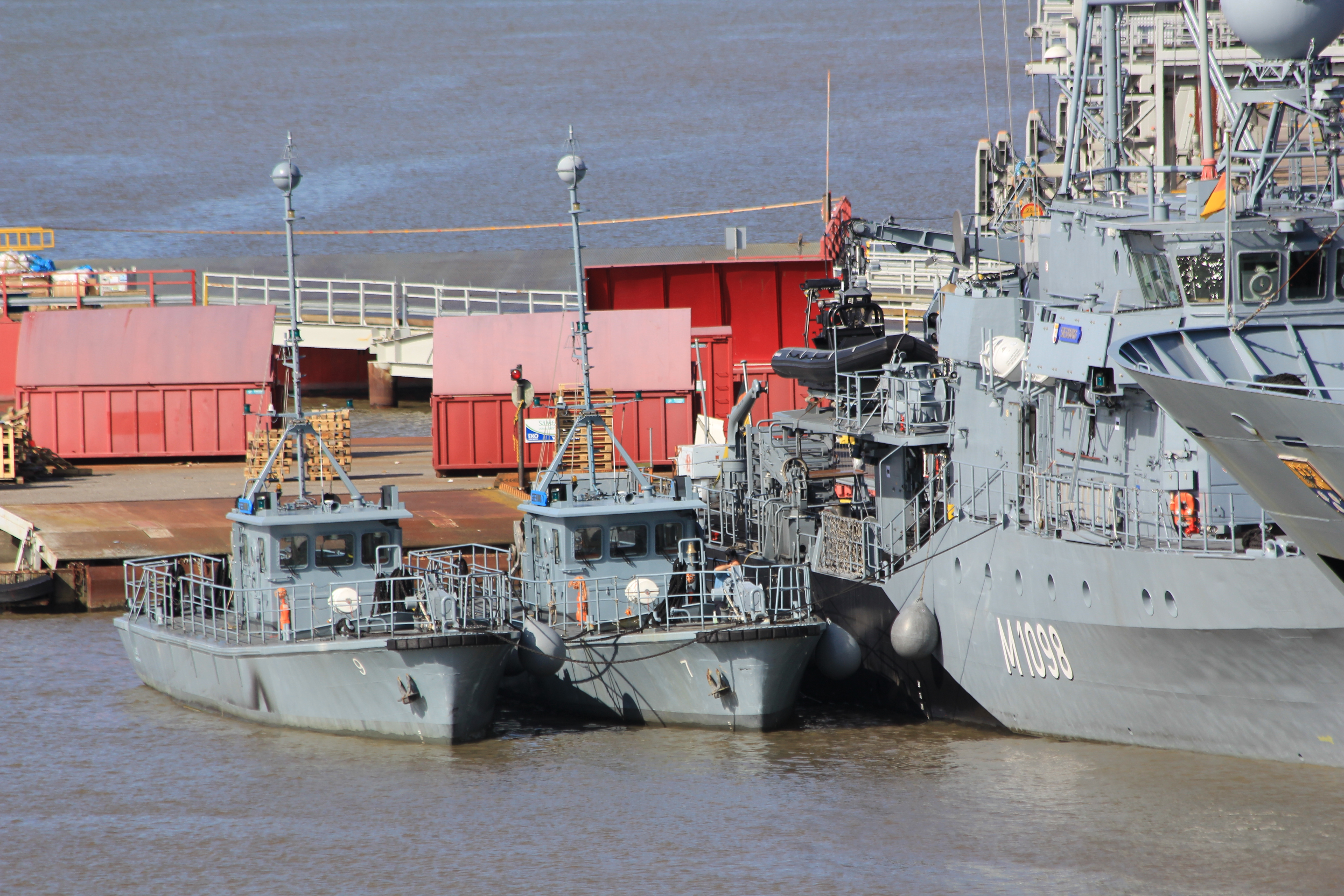
Hohlstablenkboot „Siegburg“ der Ensdorf-Klasse mit zwei Hohlkörpern der Seehund-Klasse (2014)

In den 1960er Jahren wurden für die Bundesmarine mit den Prototypen Walross und Seekuh Hohlstäbe als Fernlenkgerät (Drohne) neu entwickelt. 
Hieraus entstanden die Einsatzverfahren „Troika“ und „Troika Plus“ bei denen seit Anfang der 1980er Jahre drei bzw. vier Hohlstäbe der Seehund-Klasse von einem Hohlstablenkboot zunächst der Lindau-Klasse (Klasse 351) und später der Ensdorf-Klasse (Klasse 352) sowie der Variante MJ332CL der Frankenthal-Klasse gelenkt werden.